# زهرا صدیقی همدانی
زهرا صدیقی همدانی یا ساره (زاده نقده و ۳۱ ساله) فعال حقوق ال‌جی‌بی‌تی است. ساره در ۲۶ دی ۱۴۰۰ از سوی دادسرای عمومی ارومیه به «فساد فی‌الارض به دلیل ترویج همجنسگرایی»، «ترویج مسیحیت» و «ارتباط با رسانه‌های معاند جمهوری اسلامی» متهم شد. در روز یکشنبه ۱۳ شهریور ۱۴۰۱، سازمان حقوق بشری هه‌نگاو گزارش کرد که حکم اعدام به ساره صدیقی در بند زنان زندان ارومیه ابلاغ شده‌است.
اوا ارنست نماینده پارلمان اتریش در توییتر اعلام کرد که کفالت سیاسی ساره و الهام چوب‌دار را به عهده گرفته‌است.

## زندگی و کنشگری
زهرا در نقده، آذربایجان غربی به دنیا آمده‌است. او تحصیلات ابتدایی خود را در همین منطقه به پایان می‌رساند و در یک محیط کاملاً سنتی بزرگ می‌شود. او فرزند نخست خانواده هست. ساره در ترکیه به همراه شریک عاطفی و دو فرزندش زندگی می‌کرد، او در ترکیه برندی از محصولات آرایشی و بهداشتی به همراه ایبرو پولات، خواننده، داشت. ساره در یک مصاحبه درمورد شریکش می‌گوید که او رابطه خوبی با فرزندانش دارد، او همچنین دربارهٔ شرایط زندگی در ترکیه گفته بود: «شاید این‌جا ازدواج ما آزاد نباشد اما اذیت‌مان نمی‌کنند. این‌جا نسبت به ایران خیلی بهتر است. مردم به آرامی در حال پذیرش جامعه رنگین‌کمانی هستند اما دولتش نه. من خودم الان محروم هستم از دیدن ایران. در ایران تر و خشک را با هم می‌سوزانند.»
به گفته خود ساره او در حوزه آشکارسازی فعالیت می‌کرده‌است و دلیل فعالیتش این بوده‌است که دیگر کسی مجبور به ازدواج اجباری نشود. در اردیبهشت ۱۴۰۰ مستندی توسط بی‌بی‌سی فارسی در رابطه با شرایط زندگی افراد ال‌جی‌بی‌تی در اربیل عراق پخش شد که ساره در آن مستند حضور داشت.
ساره یک کانال تلگرامی را مدیرت می‌کرد که پس از بازداشتش توسط سپاه، پروفایل این کانال به آرم سپاه تغییر کرد.

## دستگیری و محکومیت
در آذرماه ۱۴۰۰ ویدئویی از ساره توسط شبکه شش رنگ منتشر شد که در آن می‌گوید پس از پخش مستند بی‌بی‌سی فارسی ۲۱ روز در زندان عراق به جرم «لزبین بودن» زندانی بوده‌است و در زندان با روش‌هایی از جمله برق گرفتگی شکنجه شده‌است. بر اساس ویدئوی منتشر شده، ساره پس از آزادی با قرار کفالت از کردستان عراق فرار گرده است و پس از رسیدن به ایران قصد داشته از مرز وارد ترکیه شود. او در این ویدئو اشاره می‌کند که ممکن هست در مرز بازداشت شود، او گفت که اگر موفق شود به مراقبت از افراد ال‌جی‌بی‌تی ادامه می‌دهد و اگر موفق نشود جان خود را در این راه می‌دهد. به گفته بی‌بی‌سی فارسی شرایط و نحوه انتقال ساره به ایران و ضبط این ویدئو مشخص نیست.
ساره پس از بازداشت نزدیک به دوماه دز زندان انفرادی بود.
پس از دستگیری ساره در ۵ آبان ۱۴۰۰، او در ۲۶ دی ۱۴۰۰ از سوی بازپرس شعبه ششم دادسرای عمومی ارومیه به «فساد فی‌الارض به دلیل ترویج همجنسگرایی»، «ترویج مسیحیت» و «ارتباط با رسانه‌های معاند جمهوری اسلامی» متهم شد. اتهام ترویج مسیحیت به دلیل حضور او با گردن‌بند صلیب در یک کلیسای خانگی در ایران و اتهام ارتباط با رسانه‌های معاند به دلیل مصاحبه با بی‌بی‌سی فارسی به او وارد شده‌است. رسانه‌های حکومت ایران از جمله تسنیم او را «سرکرده باند قاچاق دختران ایرانی به اربیل» معرفی کردند که توسط سازمان اطلاعات سپاه پاسداران انقلاب اسلامی بازداشت شده‌است. آمنه سادات ذبیح‌پور، خبرنگار امنیتی، نیز در گزارشی در تلویزیون ایران ساره را به قاچاق دختران ایرانی به اربیل عراق متهم کرد. دوماه پس از این گزارش‌ها ساره و الهام چوب‌دار توسط دادگاه انقلاب ارومیه به اعدام محکوم شدند. به گزارش سی‌ان‌ان وضعیت دسترسی او به وکیل نامشخص هست. سما رستمی از هه‌نگاو گفت که ساره و الهام از داشتن وکیل محروم شده‌اند و قومیت کرد ساره ممکن است در صدور حکم سنگین او نقش داشته باشد.
سازمان هه‌نگاو در شهریور ماه ۱۴۰۱ گزارش کرد که یک هفته پس محکومیت ساره به اعدام او در روز چهارشنبه ۱۶ شهریور ۱۴۰۱ در زندان ارومیه از طریق خوردن قرص اقدام به خودکشی کرد و به بیمارستان رازی منتقل شد، ساره پس از شستشوی معده به زندان ارومیه منتقل شد. به گزارش هه‌نگاو ساره در زندان وضعیت روحی خوبی ندارد و مسئولان زندان ساره و الهام چوب‌دار را تحقیر کرده‌اند و به آن‌ها گفته‌اند که ایران جای افرادی مانند آنها نیست و به زودی اعدام خواهند شد.

## واکنش‌ها
- سازمان عفو بین‌الملل اتهامات ساره را بی‌اساس و ساختی خواند و خواستار آزادی فوری ساره و الهام چوب‌دار شد. این سازمان در نامه‌ای به رئیس قوه قضائیه جمهوری اسلامی ایران نسبت به خطرات اعدام ساره و الهام چوب‌دار هشدار داد. این سازمان گفته ساره «صرفاً به خاطر گرایش جنسی و هویت جنسیتی واقعی یا مفروضش» خود سرانه بازداشت و در زمان بازداشت توسط سپاه پاسداران در سلول انفرادی «تحت بازجویی‌های شدیدِ همراه با آزار و اذیت کلامی و توهین» بوده‌است.[۹]
- وزارت امور خارجه فرانسه در ۷ سپتامبر ۲۰۲۲ حکم اعدان برای دو فعال حقوق ال‌جی‌بی‌تی ایرانی را محکوم کرد و ضمن ابراز تاسف از این حکم بر حمایت از حقوق همجنس‌گرایان تأکید کرد.[۱۴]
- در روز سه‌شنبه ۲۲ شهریور ۱۴۰۱ اتحادیه اروپا صدور حکم اعدام برای ساره و الهام چوب‌دار را محکوم کرد. پیتر استانو سخنگوی جوزپ بورل، رئیس سیاست خارجه اتحادیه اروپا، گفت: «اتحادیه اروپا بر اساس اصول خود، از بنیاد مخالف مجازات اعدام در تمامی موارد و در تمامی شرایط است و برای لغو همگانی این مجازات تلاش می‌کند.» و «اتحادیه اروپا در ضمن مخالف جدی هرگونه جرم‌انگاری گرایش جنسی و هویت جنسیتی است.»[۱۵][۱۶]
- پس از آغاز کارزار آزادی ساره به ابتکار سازمان شش رنگ و انجمن قلم برلین، ۱۵۰ شخصیت برجسته جهان در بیانیه‌ای خواهان لغو حکم اعدام ساره و الهام چوب‌دار شدند. این کارزار تا تاریخ ۲۴ آذر ۱۴۰۱ بیش از ۱۱۶۰۰۰ امضا داشت.[۱۷] آنی ارنو برنده جایزه نوبل ادبیات، سوزان استرایکر، کارگردان و تاریخ‌نگار آمریکایی، تزا گانزرر، عضو پارلمان آلمان، ترزا ارنست نماینده پارلمان اروپا، هلن سیکسو، شاعر فرانسوی و تِرِسا والسر، نویسنده آلمانی از امضا کنندگان این نامه هستند.[۶]
- شادی امین، مدیر شبکه شش رنگ، در مصاحبه با خبرگزاری فرانسه گفت که این اولین بار است که یک زن به دلیل گرایش جنسی خود به اعدام محکوم می‌شود. او از دولت آلمان و دیگر دولت‌های خارجی خواست که برای آزادی این دو زن به دولت ایران فشار بیاورند.[۱۸][۱۰]
- آرشام پارسی در مصاحبه با گاردین گفت که با ساره در ارتباط بوده و ساره در رابطه با مصاحبه با بی‌بی‌سی فارسی با او مشورت کرده‌است. پارسی گفت که به او توصیه کرده این مصاحبه را در ترکیه یا به صورت ناشناس انجام دهد اما ساره مصمم به انجام مصاحبه بوده‌است. پارسی گفت که اعتقاد دارد این حکم اعدام سیاسی است و قبل ار این که دیر شود به فشارهای بین‌المللی نیاز هست.[۱۲]